# Oswald Veblen-prijs
De Oswald-Veblen-prijs in de meetkunde is een eens in de drie jaar door de American Mathematical Society toegekende prijs voor bijzondere prestaties op het gebied van de meetkunde of topologie toegekende prijs. De prijs werd in 1961 ingesteld ter nagedachtenis aan Oswald Veblen. Het prijsgeld bedraagt 5000 dollar.

## Prijswinnaars
- 1964 Christos Papakyriakopoulos
- 1964 Raoul Bott
- 1966 Stephen Smale
- 1966 Morton Brown en Barry Mazur
- 1971 Robion Kirby
- 1971 Dennis Sullivan
- 1976 William Thurston
- 1976 James Harris Simons
- 1981 Michail Gromov
- 1981 Shing-Tung Yau
- 1986 Michael Freedman
- 1991 Andrew Casson en Clifford Taubes
- 1996 Richard S. Hamilton en Gang Tian
- 2001 Jeff Cheeger, Yakov Eliashberg en  Michael J. Hopkins
- 2004 David Gabai
- 2007 Peter Kronheimer en Tomasz Mrowka; Peter Ozsváth en Zoltán Szabó
- 2010 Tobias Colding en William P. Minicozzi II; Paul Seidel
- 2013 Ian Agol en Daniel Wise
- 2016 Fernando Codá Marques en André Neves
- 2019 Xiuxiong Chen, Simon Donaldson en Song Sun